# Maracas (Trinidad y Tobago)
Maracas es una localidad de Trinidad y Tobago, que forma parte de la región de San Juan-Laventille.

## Geografía
La localidad abarca parte de la isla Trinidad y limita al norte con el mar Caribe y Maracas Bay, al sur con Maraval (localidad perteneciente a la región de Diego Martín), Sam Boucaud, Soconusco y La Pastora, al este con Las Cuevas y al oeste con Haleland Park-Moka (localidad perteneciente a la región de Diego Martín).

## Demografía
Datos demográficos de la localidad de Maracas:
| Gráfica de evolución demográfica de Maracas entre 2000 y 2011 |
|                                                               |